# Goljam Persenk
Der Goljam Persenk (bulgarisch Голям Персенк) ist ein 2091 m hoher Gipfel in den Rhodopen in Bulgarien in der Provinz Smoljan.

## Geographie
Der Berg liegt im westlichen Teil des Gebirgsmassivs der Rhodopen, an seinem Fuß befindet sich das Naturdenkmal Tschudnite Mostowe, durch Abtragung entstandene Steinbrücken.
Die vorherrschenden Gesteinsarten in direkter Umgebung sind Gneis, Amphibolit, Marmor und Schiefer.
Die am nächsten liegende Stadt ist Tschepelare in 14,9 km Entfernung. Die Stadt Smoljan ist 29 km entfernt und liegt in südöstlicher Richtung.